# Qlimax

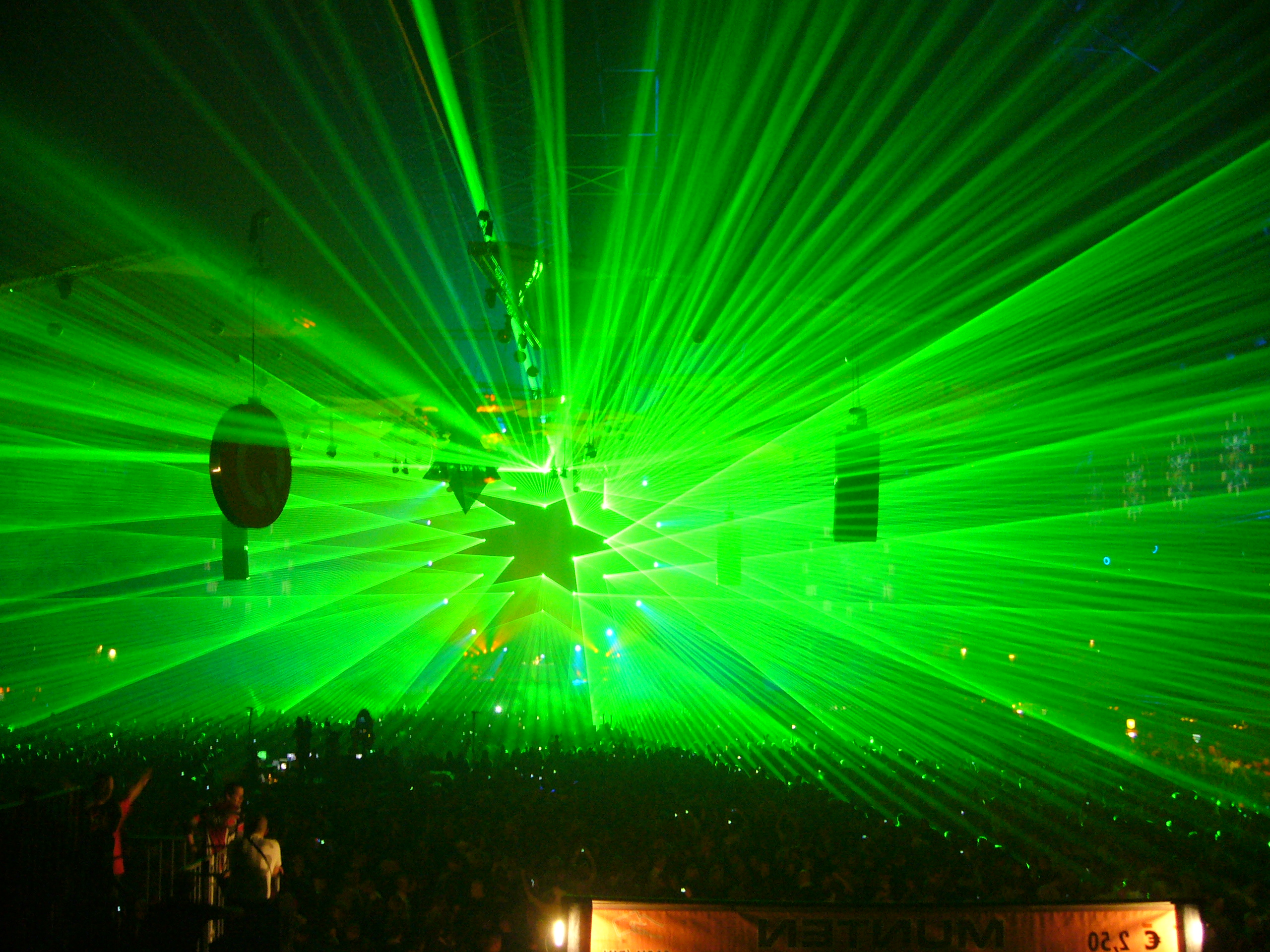
Qlimax es un evento de música electrónica masivo que se celebra anualmente en los Países Bajos.

Qlimax fue evento anual de música Hard Dance (Hardstyle, Raw Hardstyle, Hardcore); que fue creada por la empresa de música Q-dance, fundada un 30 de noviembre del año 2000; y que anualmente, movia a miles de amantes de la música Hard de todo el mundo; celebrado en el estadio Gelredome de los Países Bajos, en el mes de noviembre con un lleno total.
Fue uno de los más representativos eventos de música Hard Dance, y también fue uno de los eventos de mayor interés turístico de Q-dance, empresa neerlandesa dedicada al entretenimiento, fue considerada como el mejor y más importante evento de música Hard Dance en el mundo. Las entradas suelen venderse en un tiempo récord, superando el tiempo de venta de otros grandes festivales como Defqon.1 Festival, X-Qlusive, Qapital, FreaQshow, The Qontinent, Dominator (Evento de Q-Dance y Art Of Dance), entre otros; dado que dichos festivales, son mayores tanto en días como en número de asistentes.
El 16 de noviembre de 2024 tuvo lugar su edición final "The Last Prophecy"

## Artistas
La organización tradicionalmente adoptada consiste en una apertura con un DJ hardtrance, seguido por un DJ jumpstyle y cinco o más DJ hardstyle, para terminar con un DJ hardcore. Sin embargo, en la edición de 2008, se eliminó el segmento de jumpstyle; en el 2009 Isaac abrió con early hardstyle, y en los últimos años el primer acto suele ser de otros tipos de Hard Dance como Subground o Hard Trance, cuya excepción fue la edición 2014 donde el primer acto fue de Hardstyle únicamente. A partir del 2014 se reemplazó el último acto de Hardcore por un "Gran Final" compuesto de tres actos Hardcore seguidos de media hora cada uno, junto con tres canciones mezcladas por el último DJ del Gran Final; siendo en la edición 2014 Partyraiser, quien mezcló terrorcore y hardcore uptempo.
Varios DJs de gran categoría han participado en Qlimax. Algunos de ellos son: Headhunterz, Alpha Twins, Audiofreq, Wildstylez, Noisecontrollers, Atmosfearz, Brennan Heart, Code Black, Zatox, Gunz For Hire (a.k.a. Ran-D & Adaro), Psyko Punkz, Deepack, Neophyte, Coone,The Prophet, Da Tweekaz, Ran-D, Adaro, Technoboy, D-Block & S-Te-Fan, Partyraiser, Project one (a.k.a. Headhunterz & Wildstylez) , Sub Zero Project, Crypsis, Phuture Noize y otros.

## Himnos
Desde 2002, cada edición de Qlimax ha tenido un himno que refleja la temática del evento. El himno siempre ha sido el sello característico del Hardstyle con estilo principal y característico que está a cargo del dj que lo crea.
Anthems (Himnos):
- 2000: No Anthem (sin himno)
- 2001: No Anthem (sin himno)
- 2002: No Anthem (sin himno)
- 2003 (abril): The Prophet - Follow The Leader
- 2003 (Noviembre): Deepack - The Prophecy
- 2004: Future Tribes - Deadlock
- 2005: Zany - Science & Religion
- 2006: Alpha Twins - The Darkside
- 2007: Headhunterz - The Power Of The Mind
- 2008: Technoboy - Next Dimensional World
- 2009: D-Block & S-Te-Fan (DBSTF) - The Nature Of Our Mind
- 2010: Brennan Heart - Alternate Reality
- 2011: Zatox - No Way Back
- 2012: Psyko Punkz - Fate Or Fortune
- 2013: Gunz for Hire Ft. MC Ruffian - Immortal
- 2014: Noisecontrollers - The Source Code Of Creation
- 2015: Atmozfears - Equilibrium
- 2016: Coone - Rise Of The Celestials
- 2017: Wildstylez - Temple Of Light
- 2018: Sub Zero Project - The Gamechanger
- 2019: B-Front - Symphony of Shadows
- 2020: No Anthem (sin himno)
- 2021: Ran-D ft. Charlotte Wessels - The Reawakening

## Ediciones
| Año  | Fecha             | Sede                             | Tema                        | Lineup |  |
| ---- | ----------------- | -------------------------------- | --------------------------- | --- |  |
| 2000 | 3 de junio.       | Beursgebouw, Eindhoven (Holanda) |                             | Captain Tinrib, Dana, Nick Sentinence, Pavo |  |
| 2001 | 2 de junio.       | Heineken Music Hall, Ámsterdam   |                             | Acid Junkies, Alpha Twins, Bas & Ram, Dana, Gary D, Jon The Baptist, Kai Tracid, Lisa Loud, Marco V, Michel de Hey |  |
| 2002 | 6 de abril.       | Thialf Stadion, Heerenveen       | Cosmos                      | Captain Tinrib (Live), Cosmic Spoils, Dana, Gary D, Kai Tracid, Pavo, Technoboy, Warmdüscher |  |
| 2002 | 21 de septiembre. | SilverDome, Zoetermeer           | Infection                   | Alpha Twins, Bas & Ram, Charly Lownoise, Dana, The Darkman, Gizmo, Haze & Abyss, DJ Isaac, Luna, Melanie de Tria, Pavo, Pila, Sunny D, Technoby, Zenith |  |
| 2003 | 12 de abril       | Thialf Stadion, Heerenveen       | Follow The Leader           | Dana, Gary D, DJ Isaac, Luna, Pavo, Pila, Super Marco May, Technoboy, The Prophet, Zenith |  |
| 2003 | 22 de noviembre   | Gelredome, Arnhem                | The Prophecy                | Bas & Ram, Daniele Mondello, Deepack, Kai Tracid, Luna, Max B. Grant, Pavo, The Prophet, Technoboy, Bass D & King Matthew |  |
| 2004 | 27 de noviembre.  | Gelderome, Arnhem                | Deadlock                    | Charly Lownoise, Crushed, Dana, Luna, Igor S, Outblast, Pavo, Technoboy & The Prophet, Zany |  |
| 2005 | 19 de noviembre.  | Gelderome, Arnhem                | Science & Religion          | Alpha Twins, Bas & Ram, The Beholder & Balistic, Crushed, DJ Isaac, Luna, The Prophet, Technoboy, Vince, Zany |  |
| 2006 | 25 de noviembre.  | Gelderome, Arnhem                | The Darkside                | Alpha Twins, Dana, Luna, The Prophet feat. Headhunterz (Live), Promo, DJ Ruthless, Showtek, Tatanka, Zany & Donkey Rollers (Live), Yves de Ruyter |  |
| 2007 | 17 de noviembre.  | Gelderome, Arnhem                | The Power Of The Mind       | Brennan Heart, Fausto, DJ Ghost, Headhunterz (Live), DJ Neophyte, The Prophet & Zany, Showtek, Technoboy |  |
| 2008 | 22 de noviembre.  | Gelderome, Arnhem                | Next Dimensional World      | Mark Sherry, Showtek, Headhunterz (Live), Project One, D-Block & S-te-Fan (DBSTF), Technoboy, Dj Tatanka, Zany & Vince |  |
| 2009 | 21 de noviembre.  | Gelredome, Arnhem                | The Nature Of Our Mind      | Isaac, A-lusion, Davide Sonar (Live), Brennan Heart, Technoboy, D-Block & S-Te-Fan (DBSTF), Headhunterz (Live), Noisecontrollers (Live), Noize Suppressor (Live) |  |
| 2010 | 27 de noviembre.  | Gelredome, Arnhem                | In An Alternate Reality     | Pavelow, Stephanie, Wildstylez, TNT (Technoboy & Tuneboy), Brennan Heart, D-Block & S-te-Fan (DBSTF), Psyko Punkz (LIVE), Zatox, Endymion & Evil Activities |  |
| 2011 | 26 de noviembre.  | Gelredome, Arnhem                | No Way Back                 | Stana, Coone, Headhunterz, Zany, The Pitcher & DV8, Noisecontrollers, Zatox, Ran-D, Gunz for Hire, The Prophet |  |
| 2012 | 24 de noviembre   | Gelredome, Arnhem                | Fate Or Fortune             | A*S*Y*S, Wildstylez, Frontliner, Isaac, Technoboy, Zatox, Psyko Punkz, Brennan Heart, Adaro, B-Front, Evil Activities ft. E-Life, MC Ruffian & MC Villain. |  |
| 2013 | 23 de noviembre   | Gelredome, Arnhem                | Immortal Essence            | Acti, Wildstylez & Max Enforcer, Code Black, Coone, Gunz for Hire, Noisecontrollers, Zatox, Alpha², Mad Dog & Art of Fighters, MC Ruffian. |  |
| 2014 | 22 de noviembre   | Gelredome, Arnhem                | The Source Code of Creation | Audiofreq & Technoboy, Headhunterz, Atmozfears, Frontliner, Noisecontrollers, Ran-D, Crypsis, Endymion, The Viper, Partyraiser, MC Ruffian. |  |
| 2015 | 21 de noviembre   | Gelredome, Arnhem                | Equilibrium                 | DJ Isaac, Bass Modulators, Atmozfears, Noisecontrollers & Wildstylez, Brennan Heart & Ran-D, Zatox & Adaro, Frequencerz, Deetox, Tha Playah, MC Villain. |  |
| 2016 | 19 de noviembre   | Gelredome, Arnhem                | Rise of the Celestials      | Tuneboy, Audiotricz, Brennan Heart, Coone, Project One, Bass Modulators, Frequencerz, Ran-D, B-Front, Angerfist, MC Villain. |  |
| 2017 | 18 de noviembre   | Gelredome, Arnhem                | Temple of Light             | TNT (Technoboy & Tuneboy), D-Block & S-te-Fan (DBSTF), Wildstylez, Da Tweekaz, Noisecontrollers & Atmozfears, Frequencerz, Phuture Noize, Sub Zero Project, Gunz for Hire, N-Vitral, MC Villain. |  |
| 2018 | 24 de noviembre   | Gelredome, Arnhem                | The Gamechanger             | Luna, Sound Rush, Coone, Bass Modulators, Wildstylez, Sub Zero Project, Tweekacore, Phuture noize, B-Freqz, Dr. Peacock, MC Villain. |  |
| 2019 | 23 de noviembre   | Gelredome, Arnhem                | Symphony of Shadows         | The Qreator, Keltek, Sound Rush, D-Block & S-Te-Fan, Headhunterz, B-Front, Ran-D, D-Sturb, Rejecta, Radical Redemption, Miss K8, MC Villain. |  |
| 2020 | 28 de noviembre   | Streaming                        | The Source                  | The Qreator, Sub Zero Project, Phuture Noize, HeadHunterz & JDX, B-Front, KELTEK, Sefa. |  |
| 2021 | 20 de noviembre   | Streaming                        | Distorted Reality           | Zany, The Qreator, Sound Rush, D-Block & S-Te-Fan, Ran-D, Sub Zero Project, Rebelion, D-Sturb & Act of Rage, Sefa. |  |
| 2022 | 26 de noviembre   | Gelredome, Arnhem                | The Reawakening             | Zany, The Qreator, Sound Rush, D-Block & S-Te-Fan, Ran-D, Sub Zero Project, The Prophet, Rebelion, D-Sturb & Act of Rage, Rooler, Sefa, MC Villain. |  |
| 2023 | 18 de noviembre   | Gelredome, Arnhem                | Enter the Void              | Deepack, Brennan Heart present Blademasterz, Showtek, TNT (Technoboy & Tuneboy), Hard Driver, B-Front x Phuture Noize: The Enlightenment, Shadow Priests, Vertile, Warface, Deadly Guns, MC Villain. |  |
| 2024 | 16 de noviembre   | Gelredome, Arnhem                | The Final Prophecy          | Deepack vs Luna vs Zany, Wildstylez vs Noisecontrollers, Coone, The Qreator, Brennan Heart aka Blademasterz, D-Block & S-Te-Fan, Phases of Hardstyle, TNT (Technoboy & Tuneboy), SubZero Project, The Power of the Mind [HeadHunterz's Tribute], B-Front & Phuture Noize, Adaro, Rebelion & Act of Rage, D-Sturb, Mad Dog, Sefa & Dr. Peakcock, MC Villain. |  |